# Зілім (річка)
Зілі́м (башк. Еҙем, Елем, Еҙем д·і, рос. Зилим) — річка на Південному Уралі, розташована в межах Республіки Башкортостан (Росія). Права притока Білої, що належить до басейну Ками. Довжина Зіліма сягає 215 км, площа водозбірного басейну дорівнює 3280 км². Ця водна артерія протікає мальовничою гірською місцевістю через однойменний ландшафтний парк, на ній розташований природоохоронний об'єкт «Толпаровські ялинники». Зілім відіграє важливу роль як середовище існування рідкісних рослин і тварин, він також належить до популярних об'єктів водного туризму.
Назву Зіліма виводять або від башк. «єзем» — природна ополонка, або від башк. «єлем» — річка.

## Гідрологія
Загальна довжина Зіліма становить 215 км, найбільша ширина поблизу гирла сягає 50 м. Ця водна артерія бере початок у малонаселеній лісовій місцевості на сході гірського хребта Зільмердак, а саме на південному боці перемички, що з'єднує його з гірським масивом Калти. Її витік лежить на висоті 670 м над рівнем моря. До впадіння першої притоки Зігази, Зілім прямує теренами Бєлорєцького району в напрямку з північного сходу на південний захід, нижче гирла Зігази повертає на північний захід і тече через землі Бєлорєцького, Гафурійського і Архангельського районів. Нарівні з Зігазою, що впадає у нього на відстані 183 км від гирла, Зілім вбирає в себе з лівого боку такі великі притоки як Малий Шишеняк (за 155 км від гирла), Великий Шишеняк (за 154 км), Такати (за 88 км), Мендім (за 43 км). З правого боку його живлять Саришка (впадає за 169 км від гирла), Куйли (за 128 км), Манайли (за 126 км), Малий Толпар (за 112 км), Великий Реват (за 96 км), Ауй (за 88 км), Батканлибаш (за 78 км). Останньою значною притокою Зіліма є пересихаюча річка Кисинди, що впадає у нього за 15 км від гирла. В свою чергу, Зілім впадає в Білу з правого боку за 585 км від її гирла. Це місце знаходиться на висоті 92 м над рівнем моря. За даними Башкирської енциклопедії, повне падіння Зіліма становить 607 м, а площа його басейну дорівнює 3280 км².
На всьому протязі річище Зіліма дуже звивисте, що обумовлене особливостями гірського рельєфу. Навіть у пониззях він меандрує, утворюючи стариці та рукави нижче присілка Імендяшево. У середній течії існує цікавий вузол, де в Зілім з різних боків в одній і тій же точці впадають Ауй і Такати, а за кілька сотень метрів ще й мала притока Суалган. Такі річкові «перехрестя» рідкісний випадок.
Живлення цієї річки мішане з перевагою снігового: 65—85 % річного стоку Зіліма припадає на весняний період (квітень — травень), 10—25 % — на літній (червень — жовтень) і лише 5—10 % — на зимовий (листопад — березень). Середньорічна витрата води за вимірами у гирлі становить 38,7 м³/с. Швидкість течії зазвичай дорівнює 1 м/с, але під час весняного водопілля вона може збільшуватись до 2,8 м/с. Замерзає Зілім, як правило, на початку листопада, скресає в середині або наприкінці квітня.

## Геологія і ґрунти

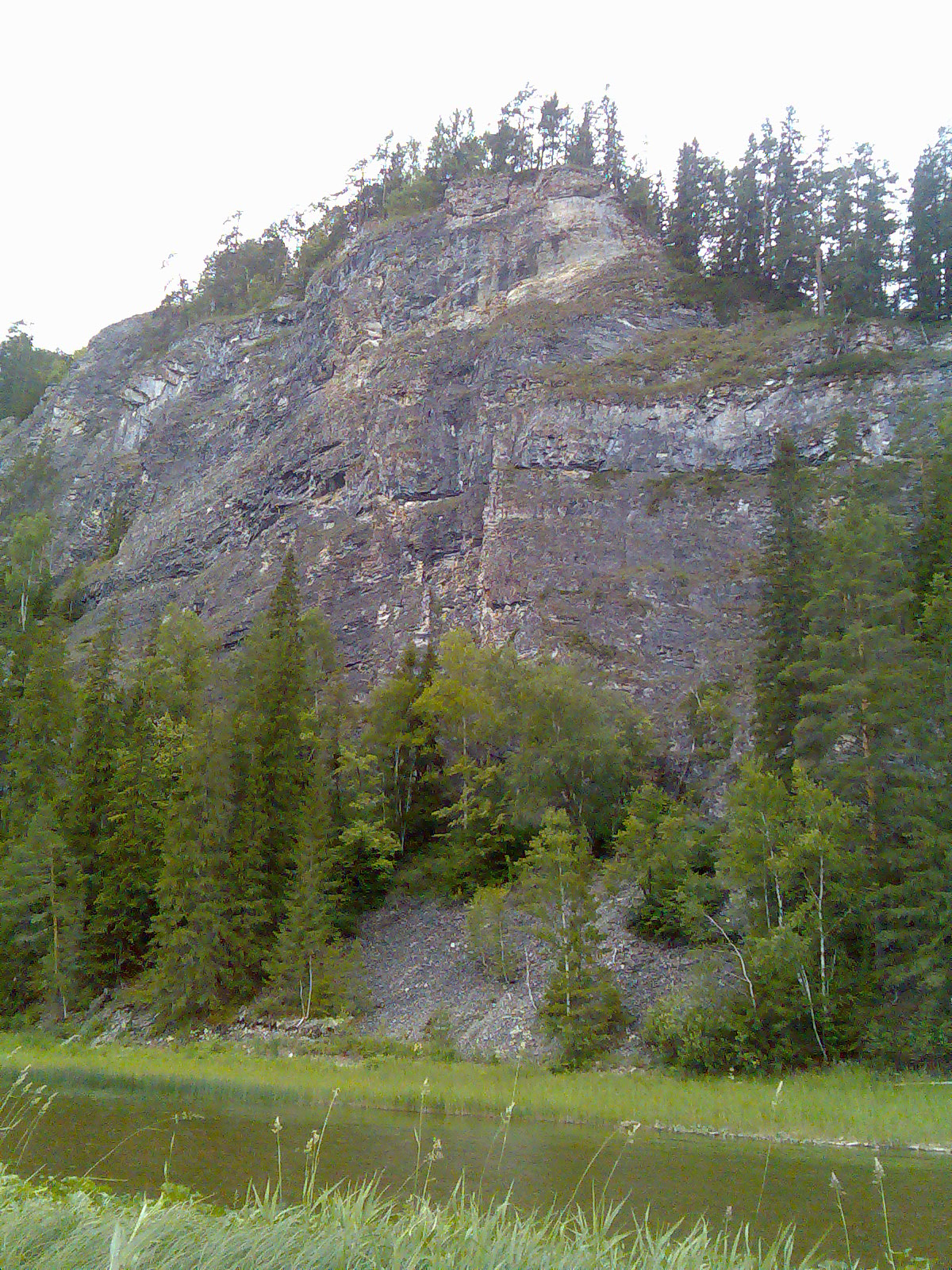
Гора Мембет над Зілімом.

Рельєф басейну Зіліма типово низькогірний, його терени пересічені долинами численних приток. Більшість вершин по берегах цієї водної артерії знаходяться у висотному діапазоні 600—912 м. Геологічну основу басейну річки складають гірські породи авзянської та зільмердацької свит, ашинської серії венда. На берегах Зіліма повсюдно розкидані мальовничі скелі, хоча зазвичай вони упритул до берегової лінії не підступають. Серед цих гірських масивів найбільш визначні Аргасяк, Толпаровські скелі, Кузгенак, Акташ тощо. В середовищі туристів дуже відома скеля Мембет (Мамбет), чий моноліт здіймається у висоту на 100 м. Зілім протікає зоною інтенсивного карсту, тому на його берегах виявлено багато форм карстового рельєфу: підземних порожнин, карстових лійок, понорів, карстових озер тощо. Найбільш відомим з тих природних утворень є система так званих Кіндерлінських печер, яка включає власне Кіндерлінську печеру (найглибшу в Башкортостані), Жовтневу і печеру Ледньова. Дно самої річки здебільшого кам'янисте і лише у нижній течії — піщано-галечникове.
В басейні Зіліма переважають сірі лісові та дерново-підзолисті ґрунти.

## Жива природа і населення

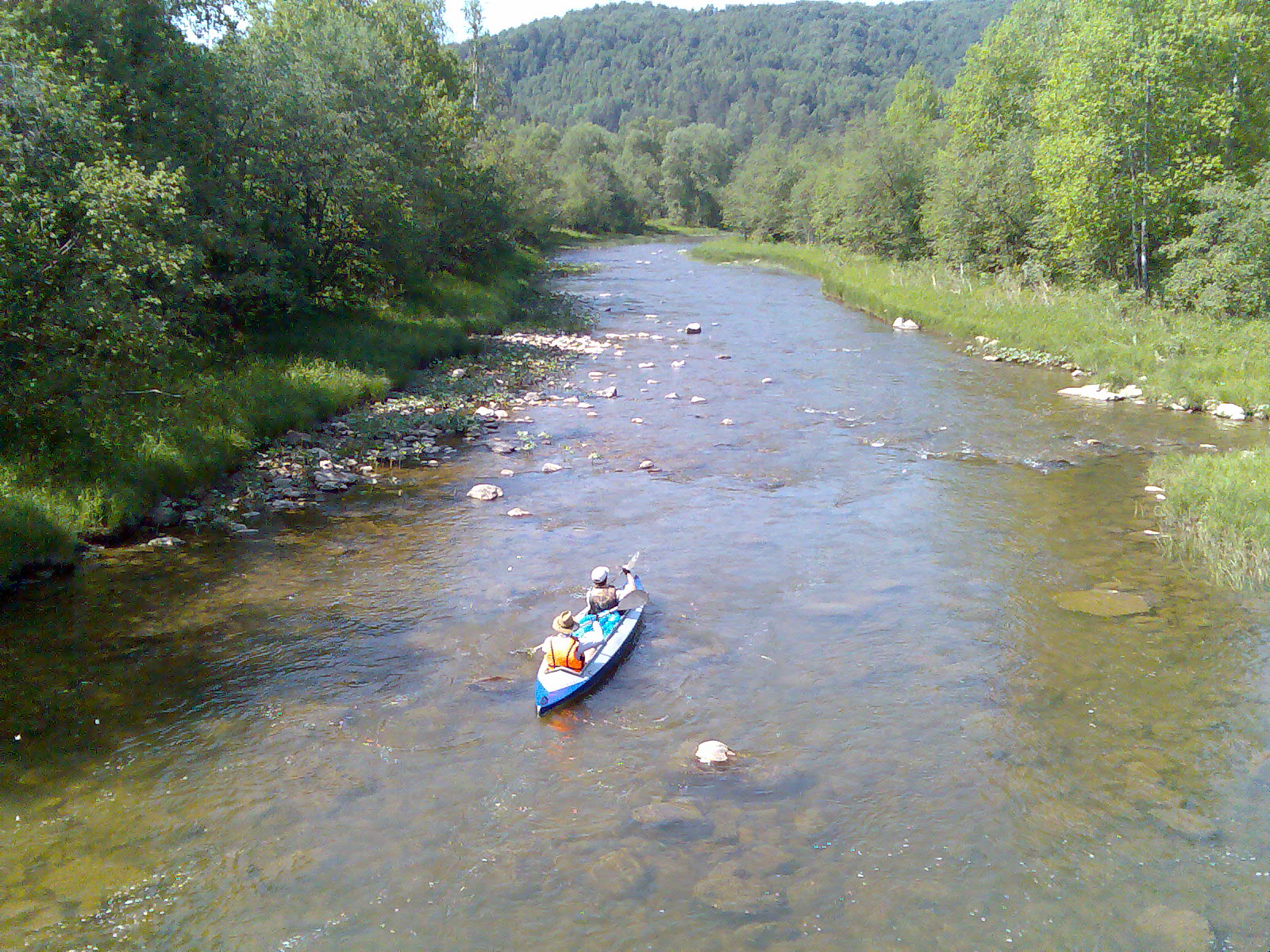
Сплав Зілімом на байдарці.

Основний тип ландшафту в басейні Зіліма — мішані ліси, яких особливо багато у верхів'ях. Оскільки в цьому районі річка протікає малонаселеною місцевістю, то лісистість її басейну значна (84 %). Болота займають близько 1 % площі басейну, з інших типів рослинності поширені урема, чагарники. Ліси навколо Зіліма утворені переважно липою дрібнолистою, меншою мірою кленом, дубом, ялицею сибірською, ялиною європейською. Реліктові ялинові ліси в долині Зіліма оголошені ботанічною пам'яткою природи «Толпаровські ялинники». Урему в прирусловій смузі складають головним чином черемха звичайна і в'яз. Урема і болота розвинуті у заплаві в пониззях річки.
У лісах басейну Зіліма мешкають такі копитні тварини як лось, сарна азійська, свиня дика, з гризунів поширені вивірки, бобри і зайці. З хижаків у надбережних лісах звичайні лисиця, вовк, рись, куниця лісова, тхір лісовий. Безпосередньо з самою річкою пов'язані кажани нічниці ставкові, а також візон і видра. Річка служить кормовими угіддями ряду рідкісних пернатих. Над її водними просторами або на берегах полюють беркути, скопи, сапсани, бугаї, лелеки чорні, кульони великі та кулики-сороки.
В Зілімі існують сталі популяції головня європейського, лящя, миня річкового, окуня, пічкура, тайменя, щуки, ялця, річкових раків. У верхів'ях річки мешкає цінна промислова риба — харіус європейський, приурочений тільки до гірських холодних водотоків.
На Зілімі розташовані села Бутаєво, Бакеєво, Толпарово, Таш-Асти, Імендяшево, Таїшево, Акташево, Сабаєво, Юлуково, Ібрагімово, Кизил-Яр, Красний Зілім, Орловка. Крім населених пунктів на річці збудовані окремі туристичні бази. В багатьох місцях її перетинають автошляхи загального користування, однак автомобільні мости існують лише у нижній течії, у верхів'ях переважають броди і пішохідні мости. Через відносну мілководність і складний гірський рельєф на Зілімі відсутнє водне сполучення, однак він прохідний для човнів, чим користуються численні туристи, які полюбляють сплавлятися цією річкою. Найкращим часом для сплаву вважають травень, коли він найбільш повноводний. Як правило, сплави розпочинають від села Бутаєво, а завершують в районі нижче ландшафтного парку «Зілім», оскільки саме в межах парку знаходяться найбільш мальовничі краєвиди. З усіх шивер і порогів на Зілімі найскладніший — Кисик.
Інфраструктура Зіліма